# Quisqueya rosea
Quisqueya rosea là một loài thực vật có hoa trong họ Lan. Loài này được (Mansf.) Dod miêu tả khoa học đầu tiên năm 1979.